# Ралкова, Оксана Владимировна
Оксана Владимировна Ралкова (род. 7 ноября 1986, с. Полоцкое, Кизильский район, Челябинская область, РСФСР, СССР) — российская поэтесса.

## Биография
Родилась 7 ноября 1986 года в селе Полоцкое Кизильского района Челябинской области.
Окончила исторический факультет Южно-Уральского государственного университета. Кандидат исторических наук. Выпускница Литературных курсов Челябинского государственного института культуры.
Поэт. Автор ряда научных публикаций. Автор сборников стихов «Стихия Степь» (Челябинск, 2013) и «Снежницы» (подготовлен и издан в книжной серии «Литкурс» по решению редакционно-издательского совета Челябинского государственного института культуры, 2019).
Публиковалась в литературных журналах «День и ночь», «Наш современник», «День литературы», «Кольчугинская осень», «Огни Кузбасса» и др., газете «Литературная Россия», антологиях «Заря», «Уральский меридиан», «111», альманахах «Южный Урал», «Уральская линия», «Литературный курс», «Направление мысли», «Территория слова», «Образ».
Член Союза писателей России. Член правления Челябинского областного отделения Союза писателей России.
В 2022 году подписала письмо в поддержку российского военного вторжения на Украину.
Живёт в Челябинске.

## Современники об Оксане Ралковой
Кристина Андрианова-Книга (поэт, журналист, переводчик, критик): «…удивительная, такая редкая на сегодня в молодежной среде русская напевность. Не бардовская, эстрадная, рок-цойская, рэповая или еще какая заковыристая — именно русская… Казалось бы, заезжено, просто — но в поэтической мозаике Ралковой играет, работает — потому что используется человеком со слухом и вкусом. Поэтическая интуиция. Способность передать понятными словами, без модернистских наворотов нечто сокровенное, затаенное, сердечное».

## Награды и премии
- Лауреат Всероссийского фестиваля поэтов «Мцыри» (2011);
- Лауреат Южно-Уральской литературной премии (2012);
- Лауреат Всероссийской литературной премии им. В. П. Астафьева (2019).